# Памятники Степану Бандере
Памятники Степану Бандере, украинскому националисту и одному из лидеров Организации украинских националистов (ОУН), находятся в основном в пределах Украины.
После обретения Украиной независимости в 1991 году ОУН стала известна в среде украинских активистов, и в некоторых городах, в основном на западе Украины, были поставлены памятники Бандере.
Первый памятник Бандере на территории Львовской области был установлен в 1992 году в Стрые, у здания гимназии, где тот учился.

## Памятники

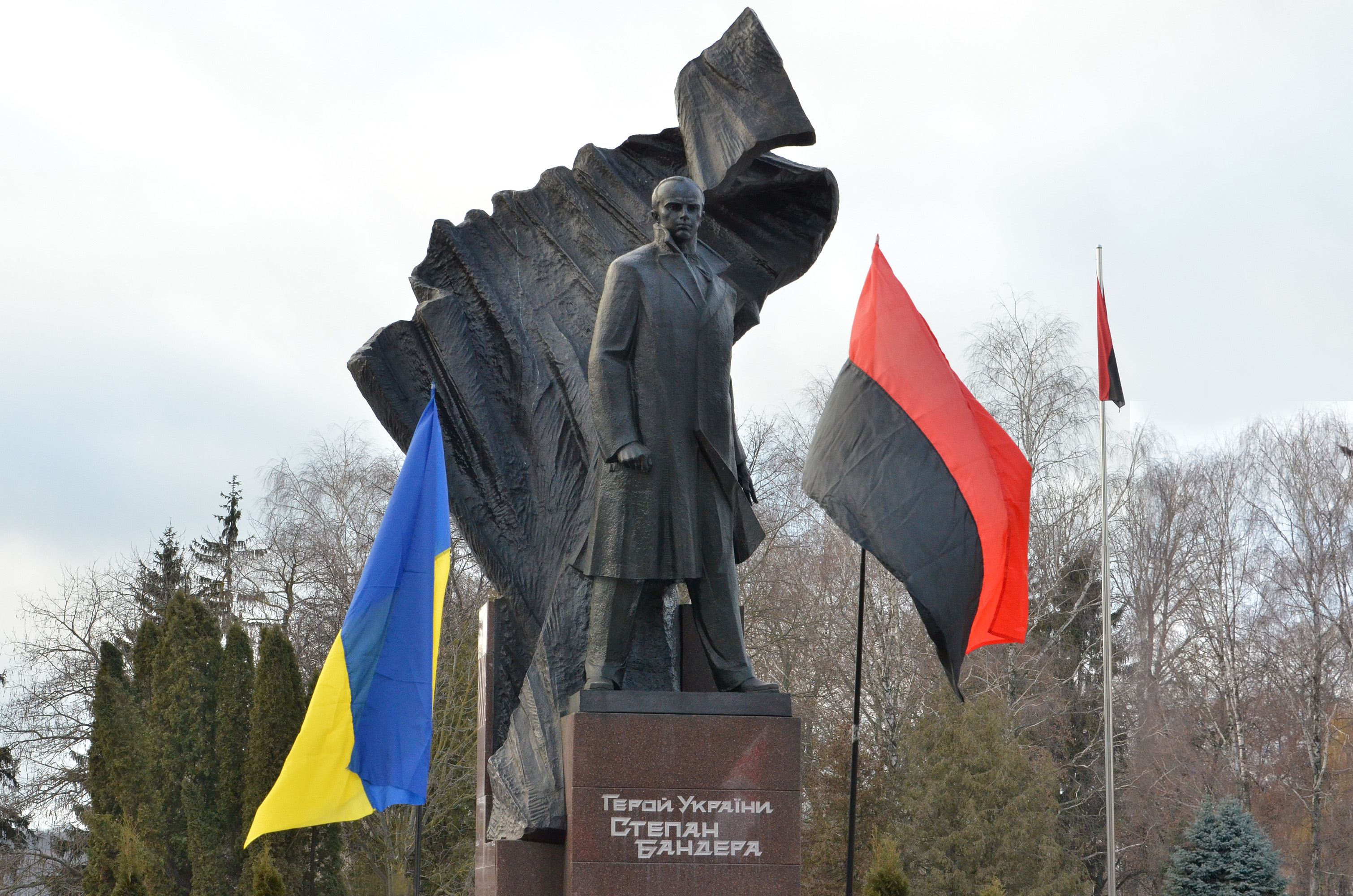
Памятник Степану Бандере в Тернополе

В настоящее время монументальные памятники Степану Бандере (от небольших бюстов до бронзовых изваяний в полный рост) можно встретить на территории Украины:
- г. Бережаны Тернопольской области; бронзовый бюст[3];
- г. Борислав Львовской области; бронзовый бюст, открыт в 1998 году[4][3];
- г. Бучач Тернопольской области; бронзовый бюст, открыт 15 октября 2007 года[5][3];
- г. Великие Мосты Львовской области; фигура, открыт 1 января 2012[6];
- с. Великосёлки Львовской области; бронзовый бюст, открыт 14 октября 2011 года[7];
- с. Вербов Тернопольской области[8]; бронзовый бюст, открыт в 2003 году, скульптор П. Кулик;
- с. Воля-Задеревацкая Львовской области[9]. Здесь облик Степана Бандеры увековечен четырежды:

- бронзовый бюст на массивном постаменте;
- барельеф на одной из белокаменных стел на аллее борцов за независимость Украины;
- барельеф на стене посвящённого ему дома-музея;
- барельеф на белокаменной плите рядом с музеем;

- с. Гордыня Львовской области[10], мемориальная гранитная стела с портретами Степана Бандеры и Евгения Коновальца;
- с. Горишний Львовской области, многофигурная бронзовая композиция, состоящая из фигур Степана Бандеры, Романа Шухевича и Тараса Шевченко под Покровом Божией Матери, открыт 25 августа 2011;
- г. Городенка Ивано-Франковской области; гранитный бюст, открыт 30 ноября 2008, скульптор Иван Осадчук[11];
- с. Грабовка Ивано-Франковской области; каменный бюст, открыт 12 октября 2008, скульптор Пётр Штаер[3][12][13];
- г. Дрогобыч Львовской области; бронзовая фигура, открыт 14 октября 2001, скульптор Любомир Яремчук[14][3];
- г. Дубляны Львовской области; бронзовая фигура, открыт в 2004, скульптор Ярослав Лоза[15];
- г. Залещики Тернопольской области; бронзовый бюст, открыт 15 октября 2006[16][3];
- г. Здолбунов Ровенской области; стела, увенчанная бюстом-барельефом, открыт 21 октября 2012, скульптор Владимир Шолудько[17];
- г. Ивано-Франковск; бронзовая фигура, открыт 1 января 2009, скульптор Николай Посикира[18];
- г. Калуш Ивано-Франковской области; бюст-барельеф на стене здания;
- с. Каменка-Бугская Львовской области; бронзовый бюст[3];
- с. Козовка Тернопольской области; бронзовый бюст, открыт в 1992, скульптор Б. Григоренко[3];
- г. Коломыя Ивано-Франковской области; бронзовый бюст, открыт 18 августа 1991, скульптор Виталий Рожик[19][3][20];
- г. Кременец Тернопольской области; бронзовый бюст, открыт 24 августа 2011, скульптор Николай Король[21][22];
- г. Львов: памятник Степану Бандере — бронзовая фигура, открыт 13 октября 2007, скульптор Николай Посикира[23][3];
- с. Никитинцы Ивано-Франковской области; бронзовый бюст, открыт 26 августа 2007, скульптор Василий Вильщук[24][13];
- г. Моршин Львовской области; гранитная стела «Борцам за свободу Украины», с портретом- барельефом, открыт 14 октября 1997, скульптор В. Гурмак;
- г. Мостиска Львовской области; бронзовый бюст[25][8];
- с. Подволочиск Тернопольской области[8]; бюст, открыт в 2006 году;
- г. Самбор Львовской области; бронзовая фигура, открыт 20 ноября 2011, скульптор Николай Посикира[26];
- г. Сколе Львовской области, бронзовая фигура, открыт 30 сентября 2012, скульптор Иван Самотос;
- г. Снятын Ивано-Франковской области; каменная скульптурная композиция, открыт 4 декабря 2015, скульптор Пётр Штаера;
- г. Старый Самбор Львовской области; бронзовая фигура, открыт 30 ноября 2008, скульптор Иван Самотос[27][3];
- с. Средний Березов Ивано-Франковской области; бронзовый бюст[13][28];
- с. Старый Угринов Ивано-Франковской области; открыт в августе 1992, скульптор Николай Посикира. Первый памятник (бюст) Степану Бандере в этом селе был открыт 14 октября 1990 (скульптор Виталий Рожик), однако 30 декабря 1990 он был взорван. Восстановленный памятник был вновь открыт 30 июня 1991, однако 10 июля 1991 вновь был взорван. Установленный в 1992 г. памятник представляет собой фигуру в полный рост на невысоком постаменте[29][3];
- г. Стрый Львовской области; бронзовая полуфигура на постаменте, открыт в июне 1992[30][3];
- г. Струсов Тернопольской области; бронзовый бюст, открыт 25 августа 2009[3];
- г. Теребовля Тернопольской области; бронзовый бюст, открыт в 1999 году[31][3];
- г. Тернополь; бронзовая фигура, открыт 26 декабря 2008, скульптор Роман Вильгушинский[3];
- г. Трускавец Львовской области, бронзовая фигура, открыт 19 февраля 2010, скульптор Иван Самотос[32];
- г. Турка Львовской области; заложен 28 мая 2009, бронзовая фигура, открыт 14 октября 2012, скульптор Иван Самотос;
- с. Узин Ивано-Франковской области; бюст, открыт 7 октября 2007, скульптор Василий Вильщук[33];
- г. Шептицкий Львовской области; бронзовый бюст[8];

Помимо отдельностоящих памятников, имя Степана Бандеры также увековечено в названиях улиц и на мемориальных досках ряда городов и сёл Украины.